# Harnier (Adelsgeschlecht)

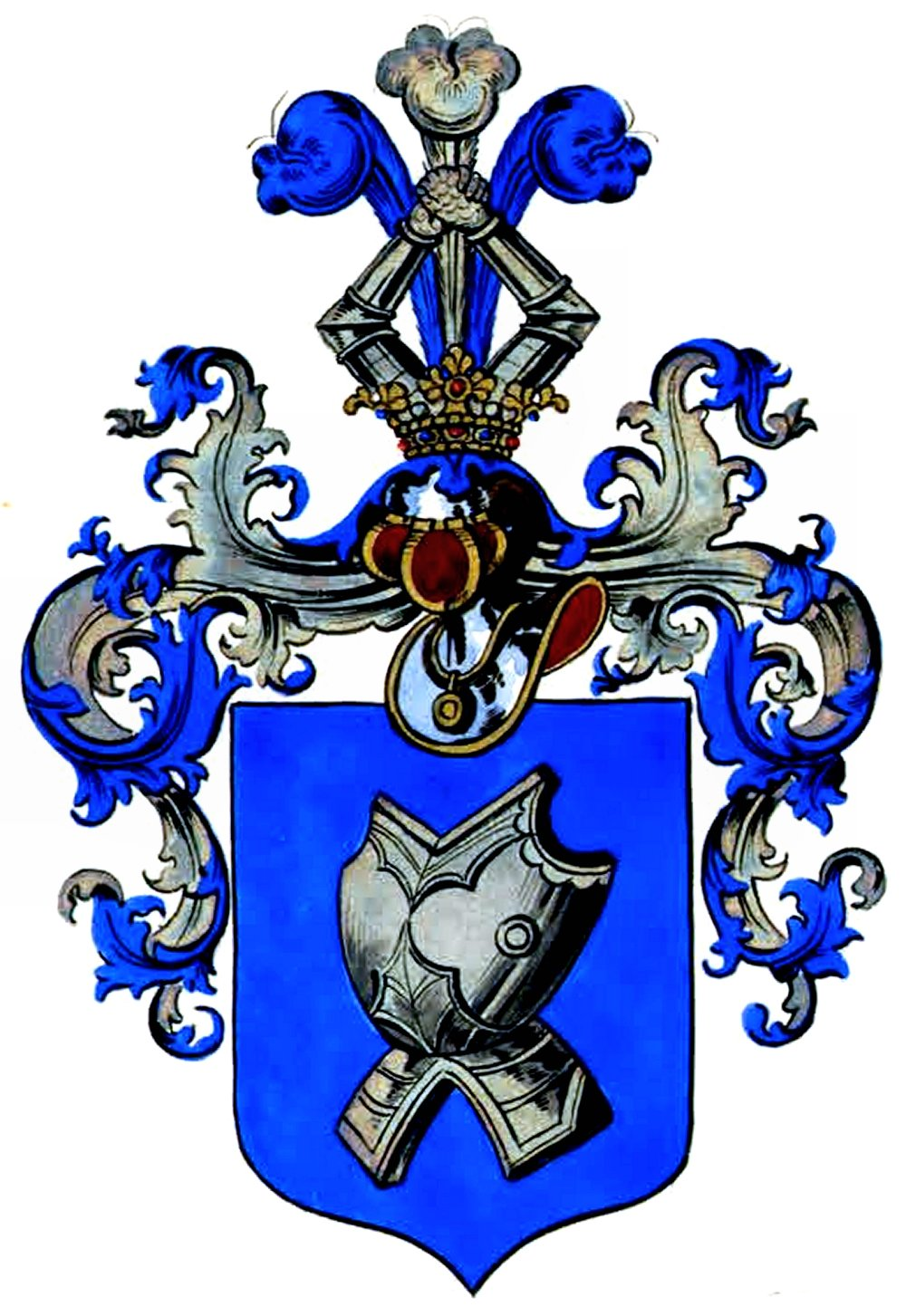
Wappen derer von Harnier, 1862

Harnier ist der Name eines hessischen Adelsgeschlechts wallonischen Ursprungs.

## Geschichte
Das Geschlecht erscheint seit dem 15. Jahrhundert im Fürstentum Sedan und beginnt die Stammreihe mit Jean Hargnier, der am 29. Oktober 1589 in Sedan heiratet. Dessen Sohn, der Waffenschmiedemeister Daniel Harnier, wird als reformierter Glaubensflüchtling um 1650 Bürger in Mannheim.
Heinrich Harnier, hessischer Legationsrat und Ministerialresident in München erhielt am 10. Februar 1810 zu Darmstadt den hessischen Adelsstand. Der österreichische Adelsstand vom 16. Oktober erging mit Diplom vom 19. Dezember 1862 an dessen Neffen Ludwig Harnier, Senator der Freien Stadt Frankfurt am Main. Anerkennung als Adel der Freien Stadt Frankfurt a. M. durch Senatsbeschluss vom 13. Februar 1863 für denselben.
Eduard von Harnier, auf Regendorf, Oberpfalz, Königlich bayerischer Kämmerer wurde am 15. Februar 1917 als „von Harnier Freiherr von Regendorf“ in München in den Bayerischen Freiherrenstand erhoben. Die Immatrikulation bei der Freiherrenklasse im Königreich Bayern erfolgte am 1. März 1917.

## Wappen
- Stammwappen: In Blau ein silberner Brustharnisch. Auf dem Helm mit blau–silbernen Helmdecken zwei silbern-geharnischte, sich die Hände gebende Arme.
- Wappen (1810): In Rot ein halbrechtsgekehrter gold–bordierter schwarzer Brustharnisch. Auf dem Helm mit rotgoldenen Decken drei (rot-silber-rot) Straußenfedern.
- Wappen (1862): Wie Stammwappen, jedoch auf dem Helm drei (blau-silber-blau) Straußenfedern hinter den geharnischten Armen.
- Wappen (1917): Geviert mit blauem Herzschild belegt, darin Stammwappen, 1 und 4 in Gold ein schwarz-bewehrtes halbes rotes Einhorn, 2 in Rot ein durchgehendes goldenes Kreuz, 3 in Rot ein gold-bezungter u. bewehrter silberner Adler. Drei Helme, auf dem rechten mit rot–goldenen Decken das Einhorn wachsend, auf dem mittl. mit blau–silbernen Decken zwei silbern–geharnischte Arme, ein achtspitziges mit Pfauenspiegeln bestücktes und mit dem goldenen Kreuz belegtes rotes Schirmbrett haltend, auf dem linken mit rot–silbernen Decken ein silbern-gestulpter roter Turnierhut, besteckt mit sechs roten Fähnchen an goldenen Stangen mit goldenen Spitzen, belegt mit je einem silbernen Adler.

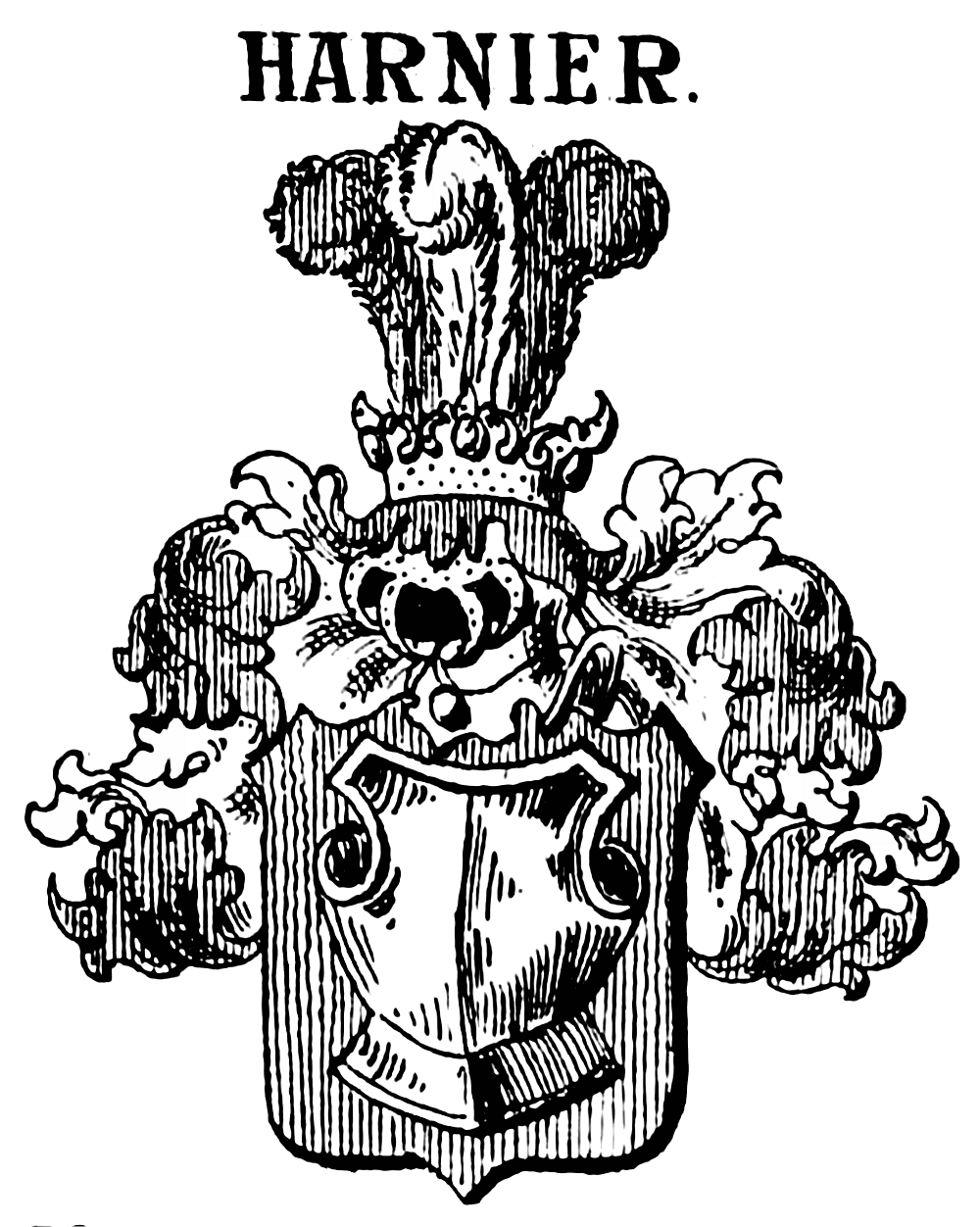
Wappen von 1810 in Siebmachers Wappenbüchern
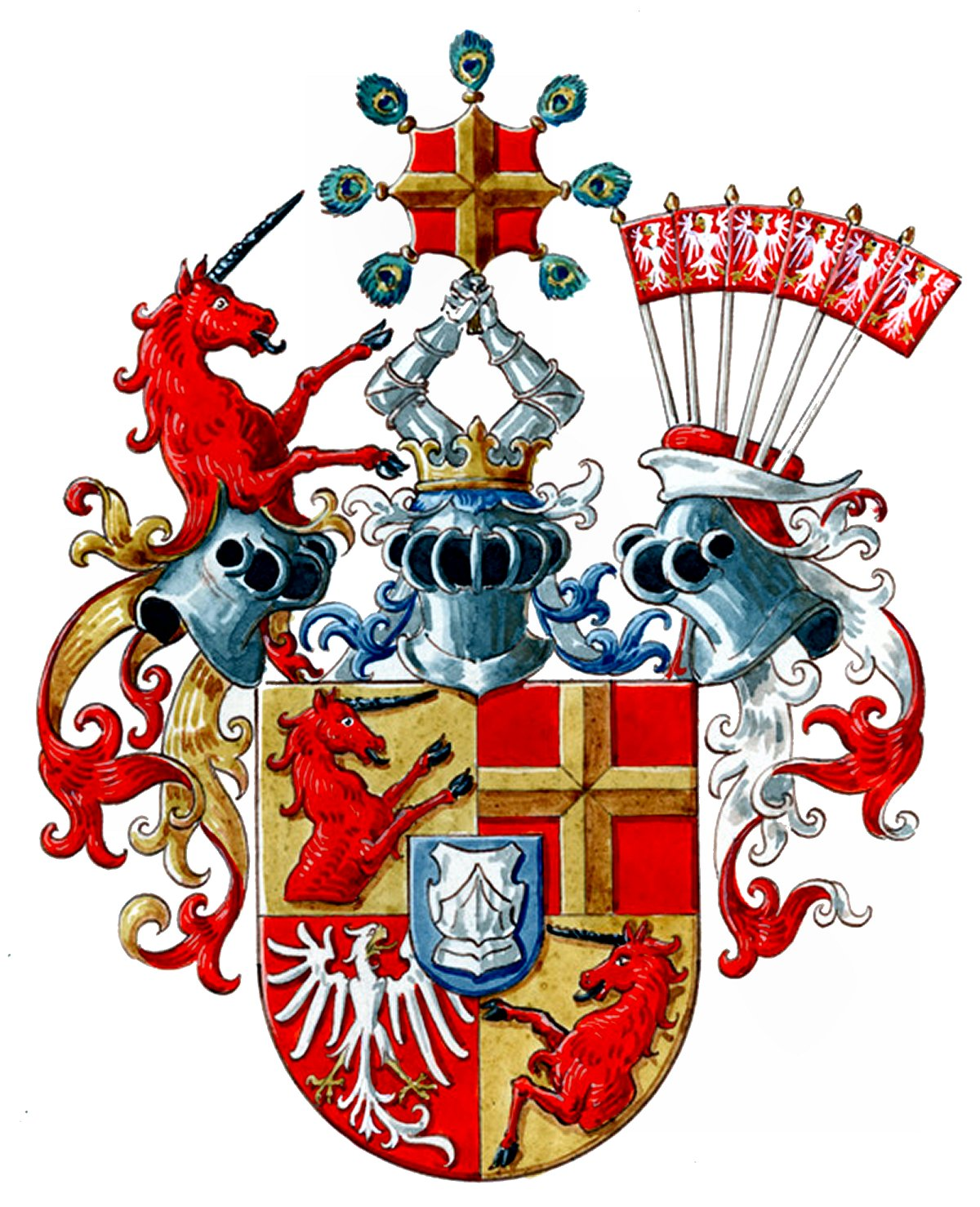
Wappen derer von Harnier Freiherren von Regendorf von 1917

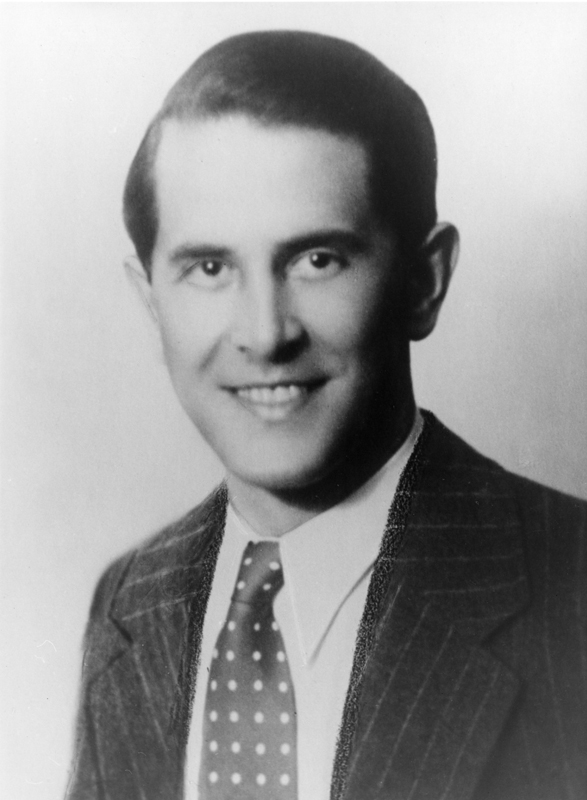
Adolf von Harnier
(† 1945) bayerischer Monarchist und Widerstandskämpfer gegen den Nationalsozialismus

## Bekannte Familienmitglieder
- Adolf von Harnier (Politiker) (1834–1904), deutscher Grundbesitzer und Politiker, MdL Hessen
- Adolf von Harnier (Widerstandskämpfer) (1903–1945), deutscher Jurist und Rechtsanwalt, bayerischer Patriot und Widerstandskämpfer
- Anna von Harnier (* 1981), deutsche Judoka
- Eduard von Harnier (1829–1917), deutscher Rechtsanwalt und Synodalvorsitzender in Frankfurt am Main
- Eduard Harnier (1854–1936), deutscher Politiker und Präsident des Kurhessischen Kommunallandtags
- Eduard Ludwig von Harnier (1800–1868), deutscher Jurist und Politiker
- Heinrich Wilhelm Karl von Harnier (1767–1823), großherzoglich hessischer Bundestagsgesandter
- Kaspar Georg Wilhelm von Harnier (1800–1838), Jurist, hessen-darmstädtischer Legationsrat und Maler
- Richard Harnier (1820–1885), deutsches Mitglied des Reichstags (Nationalliberale Partei)
- Richard Maria Harnier (1775–1856), deutscher Arzt, Mitglied der kurhessischen Ständeversammlung
- Wilhelm von Harnier (1836–1861), deutscher Afrikareisender